# Chambonàs
Chambonas és un municipi francès situat al departament de l'Ardecha i a la regió d'Alvèrnia-Roine-Alps. L'any 2007 tenia 600 habitants.

## Demografia

### Població
El 2007 la població de fet de Chambonas era de 600 persones. Hi havia 284 famílies de les quals 100 eren unipersonals (48 homes vivint sols i 52 dones vivint soles), 112 parelles sense fills, 64 parelles amb fills i 8 famílies monoparentals amb fills.
La població ha evolucionat segons el següent gràfic:
Habitants censats

### Habitatges
El 2007 hi havia 600 habitatges, 290 eren l'habitatge principal de la família, 253 eren segones residències i 57 estaven desocupats. 546 eren cases i 54 eren apartaments. Dels 290 habitatges principals, 223 estaven ocupats pels seus propietaris, 53 estaven llogats i ocupats pels llogaters i 14 estaven cedits a títol gratuït; 2 tenien una cambra, 21 en tenien dues, 56 en tenien tres, 90 en tenien quatre i 121 en tenien cinc o més. 227 habitatges disposaven pel capbaix d'una plaça de pàrquing. A 149 habitatges hi havia un automòbil i a 113 n'hi havia dos o més.

### Piràmide de població
La piràmide de població per edats i sexe el 2009 era:
| Homes | Edats   | Dones |
| ----- | ------- | ----- |
| 0     | 95 o +  | 4     |
| 4     | 90 a 94 | 4     |
| 4     | 85 a 89 | 4     |
| 12    | 80 a 84 | 16    |
| 24    | 75 a 79 | 16    |
| 36    | 70 a 74 | 16    |
| 12    | 65 a 69 | 40    |
| 20    | 60 a 64 | 20    |
| 16    | 55 a 59 | 16    |
| 28    | 50 a 54 | 20    |
| 16    | 45 a 49 | 12    |
| 12    | 40 a 44 | 20    |
| 24    | 35 a 39 | 8     |
| 12    | 30 a 34 | 16    |
| 8     | 25 a 29 | 4     |
| 12    | 20 a 24 | 12    |
| 16    | 15 a 19 | 4     |
| 20    | 10 a 14 | 8     |
| 16    | 5 a 9   | 4     |
| 8     | 0 a 4   | 4     |

## Economia
El 2007 la població en edat de treballar era de 364 persones, 236 eren actives i 128 eren inactives. De les 236 persones actives 196 estaven ocupades (107 homes i 89 dones) i 40 estaven aturades (21 homes i 19 dones). De les 128 persones inactives 63 estaven jubilades, 29 estaven estudiant i 36 estaven classificades com a «altres inactius».

### Ingressos
El 2009 a Chambonas hi havia 280 unitats fiscals que integraven 599,5 persones, la mediana anual d'ingressos fiscals per persona era de 14.169 €.

### Activitats econòmiques
Dels 34 establiments que hi havia el 2007, 2 eren d'empreses alimentàries, 1 d'una empresa de fabricació de material elèctric, 13 d'empreses de construcció, 6 d'empreses de comerç i reparació d'automòbils, 1 d'una empresa de transport, 2 d'empreses d'hostatgeria i restauració, 2 d'empreses d'informació i comunicació, 2 d'empreses immobiliàries, 3 d'empreses de serveis, 1 d'una entitat de l'administració pública i 1 d'una empresa classificada com a «altres activitats de serveis».
Dels 13 establiments de servei als particulars que hi havia el 2009, 1 era un taller d'inspecció tècnica de vehicles, 3 paletes, 3 guixaires pintors, 4 fusteries, 1 electricista i 1 restaurant.
Dels 2 establiments comercials que hi havia el 2009, 1 era un hipermercat i 1 una botiga de menys de 120 m².
L'any 2000 a Chambonas hi havia 52 explotacions agrícoles que ocupaven un total de 180 hectàrees.

## Poblacions més properes
El següent diagrama mostra les poblacions més properes.